# Teorema integral de Kirchhoff

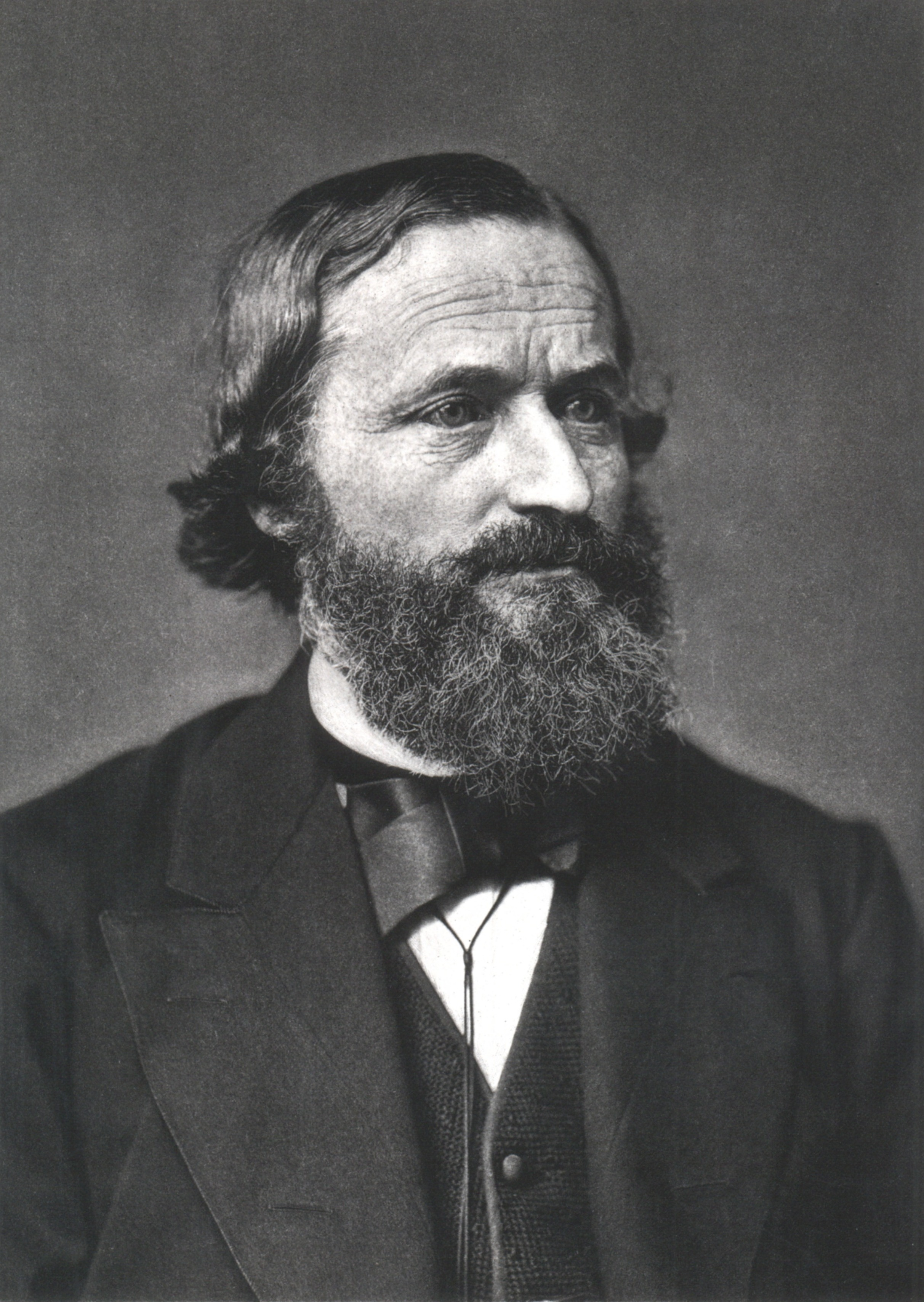
Fotografía de Fresnel-Kiechhoff.

El teorema integral de Kirchhoff (a veces conocido como el teorema integral de Fresnel-Kirchhoff) se sirve de las identidades de Green para deducir la solución de la ecuación de onda homogénea en un punto arbitrario P en términos de los valores de la solución de la propia ecuación de onda y su derivada de primer orden en todos los puntos sobre una superficie arbitraria que encierra a P.

## Ecuación

### Ondas monocromáticas
La integral tiene la siguiente forma para una onda monocroma:
{\displaystyle U(\mathbf {r} )={\frac {1}{4\pi }}\int _{S}\left[U{\frac {\partial }{\partial {\hat {\mathbf {n} }}}}\left({\frac {e^{iks}}{s}}\right)-{\frac {e^{iks}}{s}}{\frac {\partial U}{\partial {\hat {\mathbf {n} }}}}\right]dS,}
donde la integración se realiza sobre una superficie arbitraria S (que incluye a r), s es la distancia desde el elemento de superficie al punto r, y ∂/∂n denota la diferencial en la superficie normal (una derivada direccional). En esta ecuación se han tenido en cuenta los puntos normales dentro del volumen considerado; si se usa el vector normal exterior, más habitual, la integral tiene el signo opuesto.

### Ondas no monocromáticas
Se puede deducir una forma más general para las ondas no monocromáticas. El fasor de la onda se puede representar mediante una integral de Fourier de la forma
{\displaystyle V(r,t)={\frac {1}{\sqrt {2\pi }}}\int U_{\omega }(r)e^{-i\omega t}\,d\omega ,}
donde, por la inversión de Fourier, se tiene
{\displaystyle U_{\omega }(r)={\frac {1}{\sqrt {2\pi }}}\int V(r,t)e^{i\omega t}\,dt.}
El teorema integral (citado anteriormente) se aplica a cada componente de Fourier {\displaystyle U_{\omega }}, y se obtiene la siguiente expresión:
{\displaystyle V(r,t)={\frac {1}{4\pi }}\int _{S}\left\{[V]{\frac {\partial }{\partial n}}\left({\frac {1}{s}}\right)-{\frac {1}{cs}}{\frac {\partial s}{\partial n}}\left[{\frac {\partial V}{\partial t}}\right]-{\frac {1}{s}}\left[{\frac {\partial V}{\partial n}}\right]\right\}dS,}
donde los corchetes en los términos en V denotan valores retardados, es decir, los valores en el instante t - s/c.
Kirchhoff demostró que la ecuación anterior se puede aproximar en muchos casos a una forma más simple, conocida como la fórmula de la difracción de Kirchhoff, o de Fresnel–Kirchhoff, que es equivalente al Principio de Fresnel - Huygens, pero proporciona una fórmula para el factor de inclinación, que no se define en este último. La integral de la difracción se puede aplicar a una amplia gama de problemas en óptica.